# Халганнах
Халганнах (якут. Халҕаннаах) — бывший населённый пункт на территории нынешнего Саскылахского национального наслега Анабарского улуса Якутии (Россия).

## География
Населённый пункт располагался на высоком правом берегу реки Анабар, в месте впадения в неё притока Халганнах, примерно в 14-15 км юго-восточнее райцентра Саскылах. Между Саскылахом и рекой Халганнах — множество озёр (самые крупные — Фёдор, Кумах-Кюёль, Некчан, Саскылах, Лыкчын). Среди озёр и в долине Халганнаха — ледяные холмы.
На противоположном берегу Анабара, южнее того места, где находился Халганнах, имеется ещё одна большая группа пойменных озёр (Лоппой, Сербегер, Чардах-Кюёль, Крест-Кюёль и другие). Юго-восточнее, также с правого берега — устье реки Тюгех-Юрях. Южнее него — скалистое нагорье, через которое протекает Удя, впадающая затем в Анабар.
В районе Халганнаха происходит переход от тайги (на юге, на другом берегу реки; преимущественно лиственница) к тундре (правый берег, на котором располагался посёлок). В 1970-х годах на левом, низменном берегу Анабара, напротив того места, где находилось уже заброшенное поселение, кочевал табун одичавших домашних лошадей.

## История
Поселение Халганнах уже существовало, по крайней мере, к 1956 году, когда в нём появилась библиотека. Халганнах являлся отделением совхоза «Анабарский», проживали охотники, оленеводы. Население посёлка, по данным 1974 года, составляло 467 человек, в упомянутой библиотеке в наличии было почти 4,4 тыс. единиц хранения. Имелись детский сад, кладбище. Однако к июлю 1975 года Халганнах уже был заброшен, жители, по всей видимости, переселены. В 1975 году нежилой посёлок служил базой сейсмологического отряда НИИГА по исследованию Якутской алмазоносной провинции. 